# SingStar Patito feo
SingStar Patito Feo es un videojuego de karaoke de la telenovela musical Patito Feo, lanzado para PlayStation 2 y PlayStation 3. Fue publicado el 3 de diciembre de 2010 en España, siendo la 23ª entrega en la saga SingStar para PS2 y la 11.ª entrega para PS3.
El juego está compuesto por un total de 20 canciones que recopilan los mayores hits de la banda sonora de Patito Feo, tales como "A Volar", "Y Ahora Qué", "Un Beso Para Mí", interpretados por Laura Esquivel, "Diosa, Única, Bonita", "Tango Llorón", "Las Divinas", interpretados por Brenda Asnicar y "Amigos Del Corazón", interpretado por ambas. El juego incluye canciones de los tres álbumes de estudio de la serie: Patito Feo: La historia más linda, Patito Feo en el Teatro y La vida es una fiesta. Además, incluye un código para descargar contenidos exclusivos en la página web oficial de Patito Feo.
Debido al éxito de la serie y la gran demanda del público por los productos derivados de la misma, el 23 de diciembre de 2010 se realizó un concurso Singstar Live en la Plaza de Felipe II de Madrid, donde los asistentes interpretarían canciones de Patito Feo y competirían por ganar una copia del videojuego.
SingStar Patito Feo es distribuido tanto solo el juego (DVD para PS2 / Disco Blu-Ray para PS3), o el juego en pack especial con la consola, además de un par de micrófonos - uno rojo y otro azul-. SingStar es compatible con la cámara EyeToy PS2 y la PlayStation Eye PS3 que sirve para visualizar a los jugadores en la pantalla mientras cantan. Fue el primer juego específico de SingStar en editarse con compatibilidad SingStore.

## El Juego
SingStar Patito Feo es un juego de karaoke de la telenovela musical Patito Feo en el que los jugadores cantan sus canciones para conseguir puntos. Los jugadores interactúan con la PlayStation por los micrófonos Singstar (USB o inalámbricos), mientras una canción es mostrada, junto a su videoclip o momento musical de la serie, en pantalla. Las letras de la canción son visualizadas durante toda la partida en la parte inferior de la pantalla, retando a los jugadores a cantar como en las canciones originales, pero con su propia voz siguiendo la afinación correspondiente.
El modo "Dueto" recoge aquellas canciones que originalmente son cantadas a dos voces distintas, y por tanto cada micrófono se convierte en uno de los dos intérpretes originales (por ejemplo, "Amigos Del Corazón", en la que hay fragmentos que corresponden a Laura Esquivel y otros son cantados por Brenda Asnicar). Los duetos aparecen marcados en la lista de canciones de más abajo, seguidos de los intérpretes de la canción. El juego permite cambiar la asignación de artistas y micrófonos.
Hasta 8 jugadores pueden participar en SingStar Patito Feo con el modo "Pasa el Micro", en el que 2 equipos de varios jugadores, deberá derrotar al otro mediante una serie de retos y pruebas en los que competirán un jugador de cada equipo en cada ronda.
El Rapímetro aparecerá en aquellos momentos en el que la canción requiera rapear. Funciona midiendo los golpes de voz y si estos son abiertos/agudos o cerrados/graves, para hacer una comparación con el sonido de la sílaba en ese momento. Hay rapear: llevar el ritmo y la pronunciación. Algunas canciones pueden ser "cantadas" completamente con rapímetro, o éste puede aparecer solo en algunos fragmentos. (por ejemplo, "Tango Llorón", interpretada por Brenda Asnicar).
SingStar Patito Feo incluye diversos Popurrís inspirados en la temática de la serie: popurrí con canciones de Las Divinas, incluyendo los mejores hits Brenda Asnicar y de Las Populares recopilando los mejores hits de Laura Esquivel. El Popurrí, el cual aparece en los modos de juego para un jugador y batallas entre dos jugadores, o como prueba del modo "Pasa el micro", es una selección de 5 fragmentos de la lista de temas del juego, que se deben cantar consecutivamente sin pausas. Generalmente, esos fragmentos suelen ser los estribillos de las canciones elegidas. 
En SingStar se puede jugar a 3 niveles distintos de dificultad -fácil, medio y difícil-. Cuanto más alto es el nivel del juego, menos podremos desafinar del tono original, además el juego es compatible con la cámara EyeToy y PlayStation Eye, que sirve para visualizar a los jugadores en la pantalla mientras cantan.

## Modos de juego
- Cantar sólo - Modo para que un solo jugador cante.
- Dueto - Dueto para 2 jugadores, en el que al final de la canción, sumarán sus puntuaciones.
- Batalla - Modo para 2 jugadores en el que competirán por la mejor canción. A veces también con algunas canciones en dueto, solo que sin sumar sus puntuaciones.
- Pasa el micro - Modo multijugador especial para fiestas.
- Estilo Libre - No hay barras, no hay tonos. Tan solo canta, es estilo libre.

## SingStar Patito Feo Lista de canciones
Esta es la lista de canciones de SingStar Patito Feo. El videojuego recopila un total de 20 hits:
| Artista                        | Canción               | Álbum                             |
| ------------------------------ | --------------------- | --------------------------------- |
| SingStar Patito Feo            |                       |                                   |
| Brenda Asnicar                 | Diosa, Única, Bonita  | La vida es una fiesta             |
| Brenda Asnicar                 | Somos Las Divinas     | La vida es una fiesta             |
| Brenda Asnicar                 | Respeto               | La vida es una fiesta             |
| Brenda Asnicar                 | Nene Bailemos         | La vida es una fiesta             |
| Brenda Asnicar                 | Tango Llorón          | Patito Feo en el Teatro           |
| Brenda Asnicar                 | Quiero, Quiero        | Patito Feo: La historia más linda |
| Brenda Asnicar                 | Las Divinas           | Patito Feo: La historia más linda |
| Laura Esquivel, Brenda Asnicar | Amigos del Corazón    | Patito Feo: La historia más linda |
| Laura Esquivel                 | Fiesta                | Patito Feo: La historia más linda |
| Laura Esquivel                 | Sueño De Amor         | Patito Feo: La historia más linda |
| Laura Esquivel                 | Algo Tuyo En Mí       | Patito Feo: La historia más linda |
| Laura Esquivel                 | Un Rincón Del Corazón | Patito Feo: La historia más linda |
| Laura Esquivel                 | Y Ahora Qué           | Patito Feo: La historia más linda |
| Laura Esquivel                 | A Volar               | La vida es una fiesta             |
| Laura Esquivel                 | Un Beso Para Mí       | La vida es una fiesta             |
| Laura Esquivel                 | Cuando Pienso En Ti   | La vida es una fiesta             |
| Griselda Siciliani             | Fruta Preferida       | La vida es una fiesta             |
| Griselda Siciliani             | Tarde De Otoño        | Patito Feo: La historia más linda |
| Gastón Soffritti               | Nadie Más             | Patito Feo: La historia más linda |
| Elenco de Patito Feo           | Un Poco Más           | Patito Feo en el Teatro           |

## Curiosidades
- Fue el primer juego específico de SingStar en editarse con compatibilidad SingStore.